# Руст, Матиас
Мати́ас Руст (нем. Mathias Rust; род. 1 июня 1968, Ведель) — немецкий пилот-любитель, совершивший в возрасте 18 лет перелёт на легкомоторном самолёте из Гамбурга через Рейкьявик и Хельсинки в Москву. 28 мая 1987 года (в День пограничных войск СССР) он приземлился на Большом Москворецком мосту, беспрепятственно пролетев более тысячи километров.

## Биография
Родился 1 июня 1968 года в семье Карла-Хайнца Руста (род. 1937), работавшего инженером-электриком в концерне AEG, и Моники Руст (род. 1941). С 5 лет, когда отец впервые привёл его на аэродром, мечтал о полётах. В 1986 году получил лицензию пилота в аэроклубе Гамбурга.
В 1987 году совершил ставший знаменитым полёт в Москву с посадкой на Большой Москворецкий мост. За эти действия был обвинён советским судом в хулиганстве и приговорён к четырём годам лишения свободы. В 1988 году был освобождён по амнистии и вернулся в ФРГ.
После возвращения в Германию Руста лишили лицензии пилота.
В ноябре 1989 года Руст, проходивший альтернативную службу в больнице в Риссене, ударил ножом медсестру за отказ пойти с ним на свидание. В 1991 году он был приговорён к 4 годам лишения свободы, но освобождён спустя всего 15 месяцев. Торговал обувью, жертвуя деньги детскому дому.
В 1994 году Руст снова побывал в России, 3 недели безуспешно пытаясь встретиться с Михаилом Горбачёвым.
Долгое время Руст жил на Тринидаде. В 1997 году женился на индийской девушке по имени Гита, дочери богатого торговца чаем из Бомбея. После бракосочетания Руст вернулся с женой в Германию.
В апреле 2001 года Руст предстал перед судом по обвинению в краже кашемирового свитера в универмаге. Приговорён к штрафу в размере 10 000 немецких марок, который впоследствии был уменьшен до 600 марок.
Зарабатывал на жизнь игрой в покер, а также, по его словам, сказанным в 2012 году, преподаванием йоги и аналитикой для инвестиционного банка.
В новостной публикации 2009 года упоминалось, что в 2012 году к 25-летию его знаменитого перелёта будут изданы мемуары,, но никакой книги не появилось в печати.
Самолётом Руста до 2008 года владел богатый японский бизнесмен (о том, каким образом самолёт оказался у него во владении, неизвестно). Он держал «Сессну» в ангаре, надеясь, что со временем её стоимость вырастет. В 2008 году самолёт был куплен Немецким техническим музеем, где в настоящее время выставляется в фойе.

## Полёт в Москву

### Начальный этап
13 мая 1987 года Матиас Руст вылетел из аэропорта города Итерзен (нем. Uetersen) на самолёте «Сессна-172 Скайхок» (бортовой номер D-ECJB), арендованном им в своём аэроклубе и модифицированном путём установки дополнительных топливных баков вместо второго ряда сидений. Через пять часов полёта над Северным морем он приземлился на одном из аэродромов Шетландских островов. На следующий день Руст вылетел в Вагар (Фарерские острова).
15 мая Руст совершил перелёт в Исландию (аэропорт Кеблавик), где посетил Хёвди — место проведения встречи Рейгана и Горбачева в октябре 1986 года.

…Я почувствовал, что вошёл в контакт с духом этого места. Меня заполнили эмоции и разочарование от провала саммита, от того, что я не смог здесь оказаться прошлой осенью. Это мотивировало меня продолжить.Оригинальный текст (англ.)…I felt I got in touch with the spirit of the place. I was so emotionally involved then and was so disappointed with the failure of the summit and my failure to get there the previous autumn. So it gave me motivation to continue.— «Air & Space Magazine»
22 мая Руст вылетел в Берген (Норвегия), оттуда 25 мая — в Хельсинки (Финляндия). Тогда, преодолев почти 2600 миль из Гамбурга, он почувствовал, что имеет достаточно навыков для достижения главной цели. Однако сомнения в своей способности выдержать нервное напряжение не оставляли. Он постоянно колебался: «Да, я должен это сделать» — «Нет, это безумие».
Утром 28 мая он приехал в аэропорт, заправил «Сессну», проверил погоду и подал диспетчерской службе план двухчасового полёта на юго-запад, в Стокгольм. По его словам, это был альтернативный маршрут на случай, если он всё-таки струсит.

### Курс на Москву
В 13:21 мск Руст взлетел. Через 20 минут, в районе города Нуммела, его самолёт вышел из зоны управления аэропорта. Руст выключил все средства связи, резко сменил курс и эшелон, на высоте около 200 м пролетел вдоль береговой линии Балтийского моря до заранее намеченной точки, которая находилась точно на воздушной трассе, соединяющей Хельсинки и Москву, и примерно в 14:00 исчез с экранов радиолокационных станций, расположенных около Сипоо. Диспетчеры запустили поисково-спасательную операцию. В 40 км от береговой черты Финского залива спасатели обнаружили масляное пятно и предположили, что самолёт потерпел крушение; чтобы достоверно в этом убедиться, были привлечены дополнительные силы. Руст же на небольшой высоте под оживлённой воздушной трассой пересёк советскую границу возле города Кохтла-Ярве и взял курс на Москву. Позже ему предъявят счёт за ложную спасательную тревогу на сумму более ста тысяч долларов.
Погода была облачной, с прояснениями, с нижним краем облаков 400—600 метров. Руст ориентировался по магнитному компасу и заранее намеченным объектам — Чудскому озеру, озеру Ильмень, озеру Селигер, железнодорожному пути Ржев — Москва. Дежурные радиотехнические подразделения ПВО обнаружили его в 14:10. Три зенитных ракетных дивизиона были приведены в боевую готовность, наблюдали «цель 8255», но команды на уничтожение не получали. В воздух поднимались дежурные звенья МиГ-21, МиГ-23 с аэродромов Тапа, Андреаполь, Хотилово и Бежецк. В районе города Гдов его обнаружили визуально — в 14:29 пилот МиГ-23МЛД старший лейтенант А. Пучнин (656-й иап) доложил, что «в разрыве облаков наблюдает спортивный самолёт типа Як-12 белого цвета с тёмной полосой вдоль фюзеляжа». Самолёт Руста двигался на малой высоте и с малой скоростью полёта, что делало невозможным постоянное сопровождение его скоростными истребителями. Сделав несколько пролётов над ним и не получив чёткой команды по воздействию, лётчики просто возвращались на аэродром.
По словам Маршала Советского Союза Д. Т. Язова, войска ПВО вели «Сессну» до Москвы и не пресекали полёт, потому что после истории со сбитым южнокорейским лайнером получили распоряжение гражданские самолёты не сбивать. Кроме того, в соответствии с Чикагской конвенцией, участником которой являлся СССР, при нарушении воздушного пространства легкомоторными спортивными самолётами их можно было только принуждать к посадке, что гораздо сложнее, чем уничтожить:

Договаривающиеся государства признают, что каждое государство должно воздерживаться от того, чтобы прибегать к применению оружия против гражданских воздушных судов в полёте, и что в случае перехвата не должна ставиться под угрозу жизнь находящихся на борту лиц и безопасность воздушного судна.— Статья 3 bis, пункт «a» Чикагской конвенции, единогласно добавленная на 25-й сессии Ассамблеи ИКАО 10 мая 1984 года.
Руст был в районе Пскова, когда в 15:00 в соответствии с графиком сменился кодовый номер системы «свой — чужой». Здесь шли учебные полёты одного из авиационных полков, и неопытный молодой лейтенант дежурной смены КП ПВО присвоил признак «свой» всем объектам, находящимся в воздухе. Примерно через час Руст пролетел над Селигером и попал в зону ответственности другого соединения, но теперь его приняли за участника поисково-спасательной операции на месте произошедшей накануне в 40 км западнее города Торжок катастрофы самолётов ВВС (в воздухе столкнулись Ту-22 и МиГ-25).
Когда военные поняли, что наблюдают нарушителя, он уже входил в зону Московского округа ПВО. Туда и на Центральный командный пункт (ЦКП) войск ПВО доложили о вылетевшем без заявки советском лёгкомоторном самолёте — подобные воздушные объекты наблюдались достаточно часто. Оперативный дежурный ЦКП генерал-майор С. И. Мельников и исполняющий обязанности начальника Главного штаба ПВО генерал-лейтенант Е. Л. Тимохин понадеялись, что в Московском округе с ним разберутся сами и, не имея характеристик нарушителя, не стали докладывать Главнокомандующему ПВО маршалу А. И. Колдунову. На КП Московского округа не придали значения «простому нарушителю режима полётов».
Командующий советскими войсками противоракетной и противокосмической обороны (в 1986—1991 годах) В. М. Красковский много лет спустя выразил мнение, что маршал Колдунов «не остановился бы перед принятием самых крайних мер», если бы своевременно узнал об инциденте.
В 18:30 Руст подлетел к Москве. Погода была безветренной и малооблачной. Он предполагал приземлиться непосредственно в Кремле или на Красной площади, но это оказалось невозможно. Сделав несколько кругов, он засёк цикл работы светофора на Большом Москворецком мосту. Снизившись над улицей Большая Ордынка, выполнил посадку на мост и затем дорулил до собора Василия Блаженного.
В 19:10 Руст вышел из самолёта и стал раздавать автографы. Примерно через час его арестовали.

### Последствия
Закончив расследование, следственный отдел КГБ СССР пришёл к выводу, что история с Матиасом Рустом была результатом его неуравновешенного характера, поэтому предложил передать нарушителя границы властям ФРГ, чтобы они освидетельствовали его психически и затем поступили по результатам этого освидетельствования.
2 сентября 1987 года начался суд. Руст был обвинён в хулиганстве (его посадка, по мнению суда, угрожала жизни находившихся на площади людей), нарушении авиационного законодательства и незаконном пересечении советской границы. Руст заявил на суде, что его полёт был «призывом к миру». 4 сентября Руста приговорили к четырём годам лишения свободы. 3 августа 1988 года он вернулся в ФРГ после того, как Андрей Громыко, в то время Председатель Президиума Верховного Совета СССР, подписал указ об амнистии. Руст провёл в предварительном заключении и тюрьме в общей сложности более одного года и двух месяцев (432 дня).
В советских газетах его полёт был представлен как провал системы ПВО страны. При этом не учитывалось, что эта система предназначалась для отражения нападения, способного нанести урон общегосударственного масштаба. Задача противодействия в мирное время воздушным хулиганам на легкомоторных аппаратах, летящих на малых высотах, непосильна для экономики государства, имеющего протяжённость границ более 60 000 км.
Михаил Горбачёв использовал инцидент для крупных кадровых изменений в Вооружённых Силах. Уже 30 мая 1987 года им были освобождены от должности министр обороны Сергей Соколов и командующий ПВО Александр Колдунов, новым министром обороны был назначен Дмитрий Язов.
К 10 июня 1987 года было привлечено к ответственности 34 офицера и генерала. Командующий Московским округом ПВО генерал-полковник Владимир Царьков, назначенный на должность за несколько дней до события, получил выговор, но должность сохранил.
Одна из наиболее цитируемых оценок последствий полёта Руста для советских Вооружённых Сил была дана американским специалистом по национальной безопасности Вильямом Одомом: «После пролёта Руста в советской армии были проведены радикальные изменения, сопоставимые с чисткой вооружённых сил, организованной Сталиным в 1937 году». Было заменено практически всё руководство Министерства обороны, вплоть до командующих военными округами включительно.

## Мотив Руста
Мировые СМИ выдвигали разные версии причин полёта Руста, среди них — желание выиграть пари, произвести впечатление на девушку.
Сам же Руст в 2007 году, спустя 20 лет, объяснил свои мотивы следующим образом:
Тогда я был полон надежд. Я верил, что возможно всё. Мой полёт должен был создать воображаемый мост между Востоком и Западом.
В 2012 году он признал свой полёт безответственным:
Мне тогда было 19. Мой пыл и мои политические убеждения подсказали мне, что приземление на Красной площади было единственным вариантом для меня… Сейчас я смотрю на произошедшее совершенно по-другому. Я точно не стал бы повторять это и назвал бы свои тогдашние планы нереализуемыми. Это был безответственный поступок.

Конспирологическая версия
Существует также теория заговора об организации полёта иностранными спецслужбами и Горбачёвым. Основная идея теории заключается в том, что полёт Руста должен был позволить Горбачёву начать чистку в ЦК. Среди сторонников такой интерпретации были главнокомандующий ВВС РФ (1992—1998) Пётр Дейнекин, полковник КГБ СССР Игорь Морозов, командующий зенитно-ракетными войсками ПВО СССР Расим Акчурин, генерал-полковник Леонид Ивашов, а также бывший заместитель командира корпуса ПВО Олег Звягинцев.
В 2003 году газета «Красная звезда», цитируя неназванный телеканал, писала, что Сергей Мельников, дежурный генерал на центральном пункте ПВО 28 мая 1987 года, ссылался на бывшего председателя КГБ Владимира Крючкова, который якобы признался, что готовил эту операцию по указанию Горбачёва. В 2011 году Андрей Караулов в телепрограмме «Момент истины» выпустил интервью генерала ПВО Сергея Мельникова, который говорил об участии Крючкова в разработке плана пролёта Руста.

## Похожие случаи
- Инцидент с пролётом Ju-52 над СССР 15 мая 1941 года — экипаж Юнкерса совершил полет из Кенигсберга (тогда еще немецкого) и приземлился на Центральном аэродроме в Москве. Какое было назначение у этого полета, также доподлинно не установлено, как и полет Руста.
- 12 сентября 1994 года самолёт «Сессна» разбился при попытке приземлиться рядом с резиденцией президента США в Вашингтоне. Пилот Frank Eugene Corder[англ.] погиб.
- В 2015 году журналист телеканала «Звезда» Алексей Егоров сделал репортаж, в котором демонстрировал работу авиации ПВО в Калининградской области. Вместе с пилотом на самолете Cessna-150 RA-67461 он поднялся в воздух, после чего был продемонстрирован полет[29] рядом с вертолётом Ми-24[30], а затем, во втором полете, рядом с ними полетал Су-27.

## Книги
- Перваков В. Д. Полет Матиаса Руста — мифы и реальность. — Фонд им. А. С. Шеина, 2012. — 54 с.
- Ed Stuhler[нем.]. Der Kreml-Flieger: Mathias Rust und die Folgen eines Abenteuers (нем.). — Ch. Links Verlag, 2012. — 192 с. — ISBN 978-3-86153-666-6.
- Johan Faber. De eenzame piloot. — Thomas Rap, 2018. — 187 с. — ISBN 9789400407053.

## Отражение в искусстве
- В тот же год Игорь Иртеньев написал о полёте Руста стихотворение «Ероплан летит германский…»[31]. На эти стихи была написана песня «Посвящение лётчику Русту» группы «Зодчие» (музыка Л. Липницкого).
- Евгений Евтушенко отметил свои впечатления от этих событий в стихотворении «Русские коалы»: «…Нахальный аэрокурёнок чуть Кремль не сшиб — всё оттого, что был прошляплен он спросонок коалами из ПВО».
- Юлий Ким в песне «Кадриль для Матиаса Руста» описал его как бесшабашного и безрассудного парня[32].
- Группа «Лесоповал» исполнила песню под названием «Минин и Пожарский» (музыка Сергея Коржукова, слова Михаила Танича), в которой главным действующим лицом является Матиас Руст.
- Группа «Ноль» записала песню под названием «Я — самолёт».
- Группа «Modern Trouble» в 1987 году записала песню «Fly to Moscow».
- Действующее лицо в телесериале «ГДР»[33].